# Philippe Muray
Philippe Muray (* 10. Juni 1945 in Angers (Département Maine-et-Loire); † 2. März 2006 in Paris) war ein französischer Schriftsteller, Satiriker und Kulturkritiker.

## Leben
Philippe Muray entstammt einer Familie des Bildungsbürgertums. Sein Vater Jean Muray übersetzte amerikanische Autoren. Nach dem Studium der Altphilologie in Paris arbeitete Muray als Schriftsteller.
Er verstarb am 2. März 2006 an Lungenkrebs und wurde auf dem Friedhof Montparnasse bestattet.

## Zitate
„Wir leben in der Zeit der Vereinheitlichung: eine Zeit, wo Alle gleich sind. Es ist die Zeit der Gleichförmigkeit –  Gehupft wie gesprungen –, ein Fortschreiten nach dem Gleichen. (Nous sommes dans l'âge de l'indifférenciation. L'ère où tout le monde est pareil. Le temps du pareil. Du pareil au même. De la progression vers le pareil).“

„Sartre und Beauvoir, die berühmten Thénardier der ganzen Belletristik. (Sartre et Beauvoir, les célèbres Thénardier des Lettres).“

## Aufführung
2010 hat Fabrice Luchini am Théâtre de l’Atelier in Paris ausgewählte Seiten aus Murays Werken mit großem Erfolg vorgelesen.

## Bücher (Auswahl)
- 1981 Céline Paris : Éditions du Seuil, 1981 - 237 s. - (Collection Tel quel); Bibliogr. S. 237–238. - 2-02-005921-5. Neuausgabe  Denoël, 1984 ; Neuausgabe  Gallimard, « Tel » 312, 2001, ISBN 2-07-041356-X. Louis-Ferdinand Céline.
  - Deutsche Ausgabe: Céline - übersetzt und mit einem Nachwort von Nicola Denis. Berlin : Matthes & Seitz, Berlin 2012, ISBN 978-3-88221-559-5.
- 1984 Le 19e siècle à travers les âges -   Paris : Denoël, 1984 - 686 s. Bibliogr. s. 671–673. Index. - 2-207-22973-4.
- 1991 L'empire du bien -   Paris : les Belles lettres, 1991 - 215 s. - (Iconoclastes ; 7) 2-251-39007-3.
- 1997 Exorcismes spirituels. I essais -   Paris : les Belles lettres, 1997 - XVIII-431 s. 2-251-44108-5.
- 1998 Exorcismes spirituels II, Belles Lettres 475 s. 2-251-44133-6
- 2002 Chers djihadistes -   Paris : Fondation du 2 mars : Mille et une nuits, 2002 - 118 p. -  2-84205-649-3.
- 2002 Exorcismes spirituels III, Les Belles Lettres, 2002, ISBN 2-251-44209-X ; 2010.
- 2006 Roues carrées,  Éditions Fayard Littérature Française, ISBN 2-213-63041-0.
- 2010  Essais, Les Belles Lettres, Paris, 2010, 1812 S. ISBN 2-251-44393-2 und ISBN 978-2-251-44393-5.

## Sekundärliteratur
- Alexandre de Vitry: L'invention de Philippe Muray, Carnets Nord, 2011
- Maxence Caron: Philippe Muray, la femme et Dieu, Artège, 2011
- [collectif]: Philippe Muray,( dirigé par Maxence Caron et Jacques de Guillebon), Éditions du Cerf, coll. "Cahiers d'histoire de la philosophie", 2011
- François Ricard, Le magnum opus de Philippe Muray, in Le Devoir, 12 et 13 mars 2011, p. F 6.